# Каталаза
Каталаза је широко распрострањен ензим и среће се код прокариота и еукариота. Представља део антиоксидативне заштите организма. Каталаза разлаже токсични водоник пероксид на молекул кисеоника и воду. Водоник пероксид заједно са супероксидним анјоном (О2-), хидроксилним радикалом (OH*) и синглетним кисеоником спада у слободне радикале кисеоника.

## Грађа, особине, улога
Каталаза је изграђена из четири подјединице (тетрамер), при чему свака подјединица садржи по молекул хема. Заступљен је готово код свих организама, почев од микроорганизама, биљака, животиња до човека. Код човека је широко заступљена, посебно у ћелијама јетре у пероксизомома и црвеним крвним зрнцима.
Основна улога овог ензима је разградња водоник пероксида:
{\displaystyle 2\,H_{2}O_{2}\longrightarrow O_{2}+2\,H_{2}O}
Код човека и други ензими као нпр. глутатион пероксидаза могу да разграде водоник пероксид. Глутатион пероксидаза је у физиолошким условима (мала концентрација водоник пероксида), чак активнија од каталазе. Кад концентрација водник пероксида порасте укључује се каталаза.
Многе бактерије поседују овај ензим, као један од патогених фактора. У процесу фагоцитозе леукоцити (ћелије одбрамбеног система) убијају бакерије стварањем поменутих слободних радикала кисеоника. Присуство каталазе код неких бактерија им омогућава да преживе у непријатељској средини.
На основу присуства овог ензима могу се идентификовати неке бактерије као нпр. стафилококус ауреус. Уколико се дода водоник пероксид услед његове разградње каталазом појављују се мехурићи кисеоника.